# Battaglia di Meiktila e Mandalay
La battaglia di Meiktila e la battaglia di Mandalay, spesso chiamate battaglia della Birmania Centrale, furono due scontri decisivi che avvennero sul finire della campagna di Birmania. Nonostante alcuni problemi a livello logistico, gli Alleati riuscirono a schierare molti mezzi corazzati e a mantenere la supremazia aerea, riuscendo a imporsi così sul nemico. Grazie a queste vittorie le forze alleate riuscirono a riconquistare la capitale Rangoon e il resto del paese senza incontrare una resistenza organizzata.

## La situazione nel 1945

### La condizione giapponese
Nel 1944 il Giappone aveva subito pesanti perdite a seguito delle sconfitte subite sul confine montano tra India e Birmania. In particolare durante la Battaglia di Imphal e quella di Kohima, la quindicesima armata fu decimata, e si ebbero ulteriori perdite a causa di malattie e malnutrizione.
Questi insuccessi portarono ad un cambio dei generali impegnati su quel fronte. Il 1º settembre 1944 il tenente generale Hyotaro Kimura divenne il comandante dell'armata della Birmania, al posto di Masakazu Kawabe a causa delle sue condizioni di salute. Questo cambio arrivava nel momento in cui il Giappone si stava concentrando sulla difesa dei confini nazionali, in quanto in ritirata su tutti gli altri fronti. Il governo sperava che Kimura, ex vice ministro della guerra e detentore di altri ruoli di altro profilo, sarebbe riuscito a mantenere le proprie forze grazie alle risaie e ai pozzi petroliferi presenti nella regione. Come capo del suo staff fu scelto il tenente generale Shinichi Tanaka, ex comandante della 18ª Divisione di fanteria nel nord della Birmania, famoso per la sua determinazione.
Nel 1944 le perdite subite nell'area furono altissime. Si cercò quindi di reclutare i coscritti, i quali, tuttavia, non sempre erano in condizioni fisiche adeguate. Nonostante gli ordini richiedessero divisioni di almeno 25 000 uomini, lo staff di Kimura decise di ridurle a 10 000, ma la maggior parte di queste non arrivò ad averne neanche la metà. Un'altra limitazione era data dalla scarsità di armi anticarro: per cercare di contrastare i carri armati alleati l'artiglieria venne spostata in prima linea, andando a togliere il fuoco di copertura alla fanteria. Vennero utilizzati anche degli stratagemmi come le lunge mines, bastoni con dell'esplosivo legato ad un'estremità, o attacchi suicidi da parte di uomini con cinture esplosive. Questi, tuttavia, si rivelavano inefficaci in presenza di una divisione corazzata supportata da fanteria. Anche dal punto di vista dell'aviazione le forze giapponesi erano insufficienti: la 5ª Divisione aerea era stata ridotta a poche dozzine di unità, contro più di un migliaio di aerei alleati. Infine il 14º Reggimento corazzato era composto da soli 20 carri armati.
Il comandante Kimura sapeva che le proprie forze in campo aperto sarebbero state sprecate, perciò cercò di inibire la superiorità numerica e materiale alleata ingaggiando il nemico in contesti avversi. Decise quindi che, mentre la 28ª Armata avrebbe difeso la provincia costiera dell'Arakan, confidando nel terreno per rallentare l'avanzata nemica, e la 33ª Armata avrebbe continuato ad ingaggiare gli americani e le forze cinesi che stavano cercando di aprire una rotta tra Cina e India, il 15º reggimento si sarebbe ritirato oltre il fiume Irrawaddy. La speranza era che, così facendo, gli alleati si sarebbero allargati troppo, permettendo ai giapponesi una contro offensiva.

### La situazione alleata

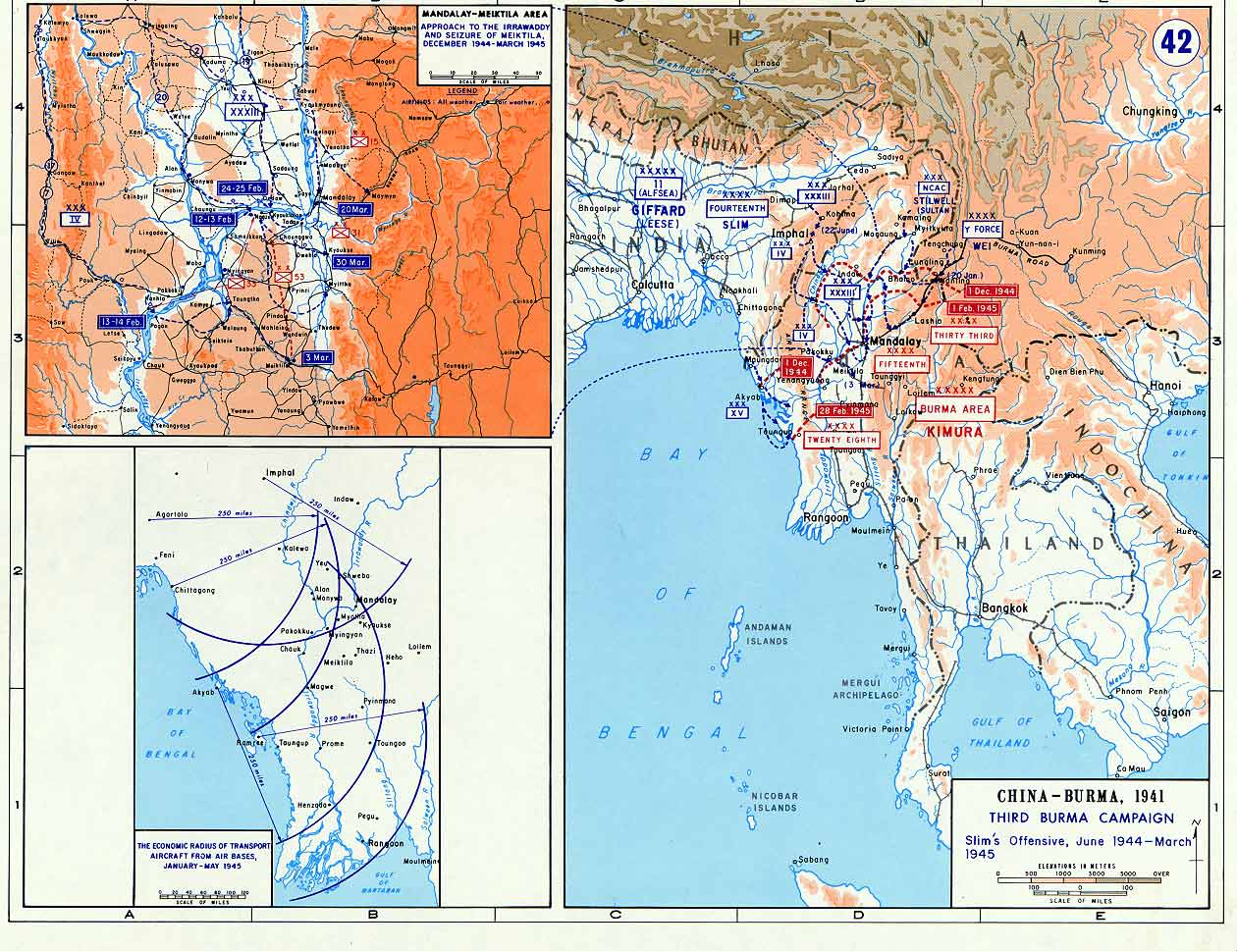
Serie di mappe che mostrano l'evoluzione della situazione nel Sud-est asiatico tra giugno 1944 e maggio 1945

Il comando alleato nel sud est asiatico incominciò a pianificare la riconquista della Birmania nel giugno del 1944, mentre la battaglia di Imphal veniva combattuta, nonostante l'esito ormai chiaro. Il primo piano proposto si focalizzava solo sulla riconquista della Birmania del nord, per permettere il completamento della Strada di Ledo e quindi collegare via terra l'India e la Cina. Tuttavia questo piano venne scartato sia perché l'obiettivo non era più indispensabile, sia perché avrebbe potuto sfruttare solo una piccola parte delle forze dispiegate nella regione. La seconda strategia si focalizzava sulla presa di Rangoon, capitale nonché principale porto del paese, attraverso uno sbarco. Venne scartata anche questa perché necessitava di mezzi non ancora disponibili, in quanto ancora in uso nel teatro europeo. Si decise infine di optare per un'offensiva portata avanti dalla 14º Reggimento britannico, comandato dal tenente generale William Slim, contro la Birmania centrale. L'operazione, originariamente chiamata Operazione Capital, aveva come obiettivo la presa di Mandalay; successivamente si optò anche per la conquista della capitale, con nuovo nome in codice Operation Extended Capital.
A supporto del reggimento britannico, i XV Corps indiani avrebbero avanzato lungo la provincia dell'Arakan; a questi fu anche ordinato di requisire o creare campi d'aviazione costieri o sulle isole di fronte alla costa, per utilizzarli come future basi per le forze aeree a supporto delle truppe di Slim. Il Northern Combat Area Command guidato dagli americani, ma composto prevalentemente da truppe cinesi, avrebbe continuato ad avanzare verso nord per ricongiungersi ai reggimenti cinesi provenienti dallo Yunnan, completando così la Ledo Road. Gli ufficiali ritenevano che in questo modo le truppe nemiche si sarebbero divise per bloccare queste operazioni, senza intralciare le truppe di Slim.
Il principale ostacolo incontrato dal 14º reggimento fu di tipo logistico: i rifornimenti avrebbero dovuto percorrere strade molto lunghe e tortuose. Nonostante i trasporti fluviali e manti stradali di fortuna, realizzati con bitume, diesel e tessuti, il maggior apporto fu dato dall'aviazione, che si rivelò vitale per l'avanguardia. Il 16 dicembre 1944, 75 velivoli americani furono trasferiti in Cina, dove stava avendo luogo l'Operazione Ichi-Go, con la quale i giapponesi stavano minacciando i campi di volo alleati. Per sostituirli furono immediatamente inviati altri velivoli provenienti dal teatro Mediterraneo. Data la sua importanza, la perdita del supporto aereo sarebbe stata fino alla fine una delle maggiori preoccupazioni per Slim.
Il supporto aereo inglese era assicurato dal 221º gruppo della RAF composto da: bombardieri B-25 Mitchell, caccia Hawker Hurricane e P-47 Thunderbolt e bombardieri a lungo raggio Bristol Beaufighter. Potevano anche contare sui bombardieri pesanti B-24 Liberator della Far Eastern Strategic Air Force. Tuttavia, il contributo maggiore lo diede la Combat Cargo Task Force, composta da squadroni di aerei da trasporto, principalmente C47, americani e britannici: nei momenti più concitati servivano fino a 7000 sortite.
La maggior parte delle truppe si basava su trasporto animale o meccanico; questo permetteva di spostarsi su terreni accidentati, ma limitava la velocità a quella dei muli o degli uomini in marcia. In attesa della battaglia, la 5ª e la 17ª Divisione indiana vennero riorganizzate in parte come fanteria meccanizzata e in parte come fanteria basata su trasporto aereo.
Rinforzi britannici non erano più disponibili. Nonostante lo spostamento di forze dalla contraerea alla fanteria, i soldati inglesi stavano diminuendo, rendendo sempre più importante il contributo dato dalle unità indiane e gurkha.

### Intelligence
Entrambi gli schieramenti non avevano abbastanza informazioni per sviluppare una strategia efficace, ed infatti commisero degli errori.
Grazie alla supremazia aerea gli Alleati avevano a disposizione informazioni provenienti dalle ricognizioni aeree; oltre a queste c'erano le informazioni provenienti dalle unità V Force e Z Force, che lavoravano oltre le linee nemiche, e dalla Force 136. Nonostante ciò mancavano le informazioni che in Europa provenivano dalle intercettazioni radio decifrate con Ultra. Questo perché, da un lato, i giapponesi non usavano un sistema basato su Enigma o altre macchine cifranti, ma su libri di codifica e particolari metodi di cifratura del testo codificato; dall'altro, perché inviavano molte meno informazioni compromettenti rispetto a tutte le altre forze in campo. Solo verso la fine della battaglia, quando ormai il sistema era collassato a causa della mancanza di staff e di tempo per cifrare bene, le intercettazioni radio portarono informazioni utili. Un altro impedimento era la mancanza di linguisti esperti di giapponese che potessero lavorare sulla traduzione.
Per quanto riguarda i giapponesi, la situazione era drammatica: gli aerei erano troppo pochi per essere in grado di portare sufficienti informazioni, mentre la popolazione birmana non collaborava in quanto il controllo militare giapponese era oppressivo. A causa dell'inefficacia del comando centrale i singoli reggimenti cercarono di reperire informazioni da sé. Per esempio il 28º reggimento aveva creato un distaccamento del Hikari Kikan, chiamato Hayate Tai, i cui agenti vivevano sotto copertura nelle regioni di frontiera della Birmania e nel sud dello stato. Tuttavia questi erano troppo lenti per fornire informazioni utili tatticamente.

## Inizi
Non appena la stagione dei monsoni terminò nel tardo 1944, la XIV Armata stabilì due teste di ponte oltre il fiume Chindwin, usando i ponti Bailey. Basandosi sulle precedenti battaglie, Slim ritenne che i giapponesi avrebbero attaccato nella piana Shwebo, la posizione più avanzata possibile rispetto all'Irrawaddy. Il 29 novembre, la 19ª Divisione indiana lanciò un attacco ad opera dei IV Corps dalle postazioni a nord presso Sittaung e Mawlaik. Il 4 dicembre, la 20ª sotto i XXXIII Corps indiani attaccò da sud, da Kalewa.
Entrambe le divisioni avanzarono rapidamente. Specialmente la prima, comandata dal maggiore generale "Pete" Rees, si avvicinò allo snodo ferroviario di Indaw, 80 km a est di Sittaung, dopo soli cinque giorni. A questo punto Slim capì che i giapponesi non avrebbero attaccato prima dell'Irrawaddy. Avendo impiegato solo una divisione dei IV Corps, poté cambiare rapidamente il piano d'attacco. Si decise quindi di far procedere la 19ª Divisione con i XXXIII Corps per liberare la piana di Shwebo e proseguire verso Mandalay. Ciò che rimaneva dei IV Corps, rafforzato dalle riserve della XIV Armata, fu spostato sul fianco destro dell'esercito. Il suo obiettivo sarebbe stato quale di procedere attraverso la Gangaw Valley, ad ovest del Chindwin, attraversare l'Irriwaddy presso Pakokku e conquistare il centro di Meiktila, fondamentale dal punto di vista logistico e della comunicazione per i giapponesi. Per ingannare i nemici, facendogli credere che i IV Corps avrebbero continuato a procedere verso Mandalay, venne costruito un finto quartier generale vicino a Sittaung, attraverso cui venivano trasmesse tutte le comunicazioni radio.
Per permettere a ritirata delle truppe attraverso l'Irrawaddy, i giapponesi avevano lasciato delle truppe di stanza lungo svariate cittadine, per rallentare l'avanzata nemica. A gennaio, la 19ª Divisione indiana e la 2ª britannica liberarono Shwebo, mentre la 20ª indiana combatté duramente per conquistare Monywa, importante porto fluviale sulla riva orientale del Chindwin. La retroguardia giapponese fu quasi del tutto distrutta. Un'altra posizione giapponese si trovava sulle colline vicino a Sagaing, a nord dell'Irrawaddy, vicino a Mandalay.
Nel frattempo la IV Corps iniziò la sua avanzata. Per nascondere i mezzi corazzati il più a lungo possibile, l'avanzata della 7ª Divisione di fanteria indiana, che avrebbe lanciato l'attacco per guadare l'Irrawaddy, venne nascosta dalla 28ª Brigata di fanteria East African e dalla brigata Lushai. Queste incontrarono della resistenza nemica intorno a Pauk, città che venne pesantemente bombardata per ridurne la resistenza.

## Attraversamento dell'Irrawaddy
Alcune unità della 19ª Divisione indiana guadarono di nascosto l'Irrawaddy a Thabeikkyin il 14 gennaio 1945 e a Kyaukmyaung, 64 km a nord di Mandalay, il giorno seguente. Queste dovettero affrontare per alcune settimane le imboscate della 15ª Divisione giapponese. Attraversare il fiume più a sud, dove era più ampio e tumultuoso, avrebbe richiesto un supporto di mezzi che allora scarseggiavano: le navi d'assalto, i traghetti e il resto dell'equipaggiamento avrebbe richiesto molto tempo per essere organizzato e, una volta preparato, sarebbe stato composto da unità già ampiamente utilizzate in altri teatri del conflitto e quindi rovinate.
Slim, inoltre, pianificò l'attraversamento il 13 febbraio della 20ª Divisione dei XXXIII Corps e della 7ª Divisione dei IV Corps, per depistare ulteriormente il nemico. I primi attraversarono il fiume 32 km a est di Mandalay, riuscendo a stabilire delle piccole teste di ponte, che, tuttavia, subirono attacchi notturni per alcune settimane ad opera della 31ª Divisione giapponese. I caccia in ricognizione riuscirono ad eliminare molti carri armati e cannoni avversari. Questo permise alla divisione di espandere i punti di approdo in un'unica salda testa di ponte.
Per quanto riguarda i IV Corps, Slim aveva bisogno che questi riuscissero rapidamente a conquistare la zona intorno a Pakokku e a stabilire una testa di ponte. La regione era difesa dalla 72ª Brigata Mista giapponese e da unità della 2ª Divisione dell'Indian National Army con a capo Shah Nawaz Khan. Il 214º Reggimento della 33ª Divisione Giapponese possedeva una testa di ponte a Pakokku.
L'attraversamento della 7ª Divisione Indiana, ritardato di un giorno a causa di un problema alle navi d'assalto, fu eseguito su un fronte molto ampio. La 28ª East African Brigade andò verso Yenangyaung, per distrarre la 72ª Brigata giapponese da Pakokku, mentre un'altra brigata attaccava la città. Tuttavia gli assalti principali, a Nyaungu e Pagan, furono inizialmente disastrosi: le città erano difese da due battaglioni del 4º reggimento Guerriglia dell'INA, con uno tenuto come riserva. A Nyaungu il 2/South Lancashire Regiment ebbe molte perdite a causa del fuoco di artiglieria che affondò le navi durante l'attraversata del fiume. Alla fine il fuoco di supporto dei carri armati del 116º Reggimento Royal Armoured Corps, che sparavano dalla riva opposta del fiume, riuscì a distruggere le postazioni di artiglieria nemiche, permettendo l'attraversamento in sicurezza del fiume a 4/15º Reggimento Punjab, mandato a sostegno di una compagnia del South Lancashire che era riuscita ad approdare sull'altra riva. Il giorno seguente i difensori rimasti vennero chiusi in un dedalo di tunnel. A Pagan, 1/11º Reggimento Sikh ebbe un attraversamento tumultuoso a causa dell'artiglieria del 9º battaglione dell'INA. Tuttavia, ad un certo punto, una nave con bandiera bianca abbandonò la città: i difensori si arresero e i soldati entrarono in città senza incontrare ulteriore resistenza.
Slim scrisse nelle sue memorie che questa operazione costituì "il più lungo tentativo di attraversamento di un fiume in tutti i teatri della Seconda Guerra Mondiale". Gli alleati non sapevano che Pagan era il confine tra la 15ª e 28ª Armata Giapponese: fu questo uno dei motivi che rallentò la risposta giapponese all'attacco.
Il 17 febbraio, la 225ª Brigata corazzata indiana e le brigate di fanteria motorizzata della 17ª Divisione iniziarono ad attraversare il fiume. Per distrarre ulteriormente i giapponesi, la 2ª Divisione Britannica attraversò l'Irrawaddy solo 16 km a est di Mandalay. Quest'operazione rischiò di essere un disastro a causa delle navi i cui motori non funzionavano o i cui scafi imbarcavano acqua, tuttavia una brigata riuscì ad arrivare dall'altra parte e le altre brigate attraversarono usando quella testa di ponte.

### Ordini di battaglia
I giapponesi a questo punto stavano rinforzando le truppe sul fronte centrale con i soldati impegnati sul fronte settentrionale contro le truppe del Northern Combat Area Command, in quanto le operazioni nella zona erano terminate, e con le riserve di stanza nel sud del paese.
| Ordine della battaglia giapponese | Ordine della battaglia alleato |
| --- | --- |
| - Burma Area Army (tenente generale Hyotaro Kimura) - (sotto il controllo dell'armata) - 2ª Divisione (ritirata in Indocina francese) - 49ª Divisione (spostata dal sud al centro della Birmania) - 14º Reggimento corazzato - 4º Reggimento di artiglieria - XV Armata (tenente generale Shihachi Katamura) - 15ª Divisione (a nord di Mandalay) - 31ª Divisione (ad ovest di Mandalay) - 33ª Divisione (Myingyan) - 53ª Divisione (di stanza a Mandalay come riserva) - XXVIII Armata (tenente generale Shozo Sakurai) - 54ª Divisione (in Arakan) - 55ª Divisione (in Arakan e in Birmania del sud) - 72ª Brigata Independent Mixed (di stanza nella parte bassa della valle dell'Irrawaddy) - XXXIII Armata (tenente generale Masaki Honda) - 18ª Divisione (spostata nella Birmania centrale) - 56ª Divisione (di stanza nello Shan) NB - 24th Independent Mixed Brigade (ritirata a Moulmein) NB - Indian National Army - 2ª Divisione (monte Popa) NB l'unità non ha partecipato ai combattimenti | - XIV Armata britannica (Tenente generale William Slim) - (sotto il comando dell'armata) - 5ª Divisione di fanteria indiana (motorizzata/aerotrasportata) (unita ai IV Corps) - IV Corps (tenente generale Frank Messervy) - 7ª Divisione di fanteria indiana - 28ª Brigata di fanteria (East African) - Brigata Lushai (successivamente ritirata in India) - 17ª Divisione di fanteria indiana (motorizzata/aerotrasportata) - 255ª brigata corazzata indiana (carri armati M4 Sherman) - XXXIII Corps (tenente generale Montagu Stopford) - 2ª Divisione di fanteria britannica (motorizzata) - 19ª Divisione di fanteria indiana - 20ª Divisione di fanteria indiana - 268ª Brigata di fanteria indiana (motorizzata) - 254ª Brigata corazzata indiana (carri armati M3 Lee/Grant e Stuart) |

## Presa di Meiktila

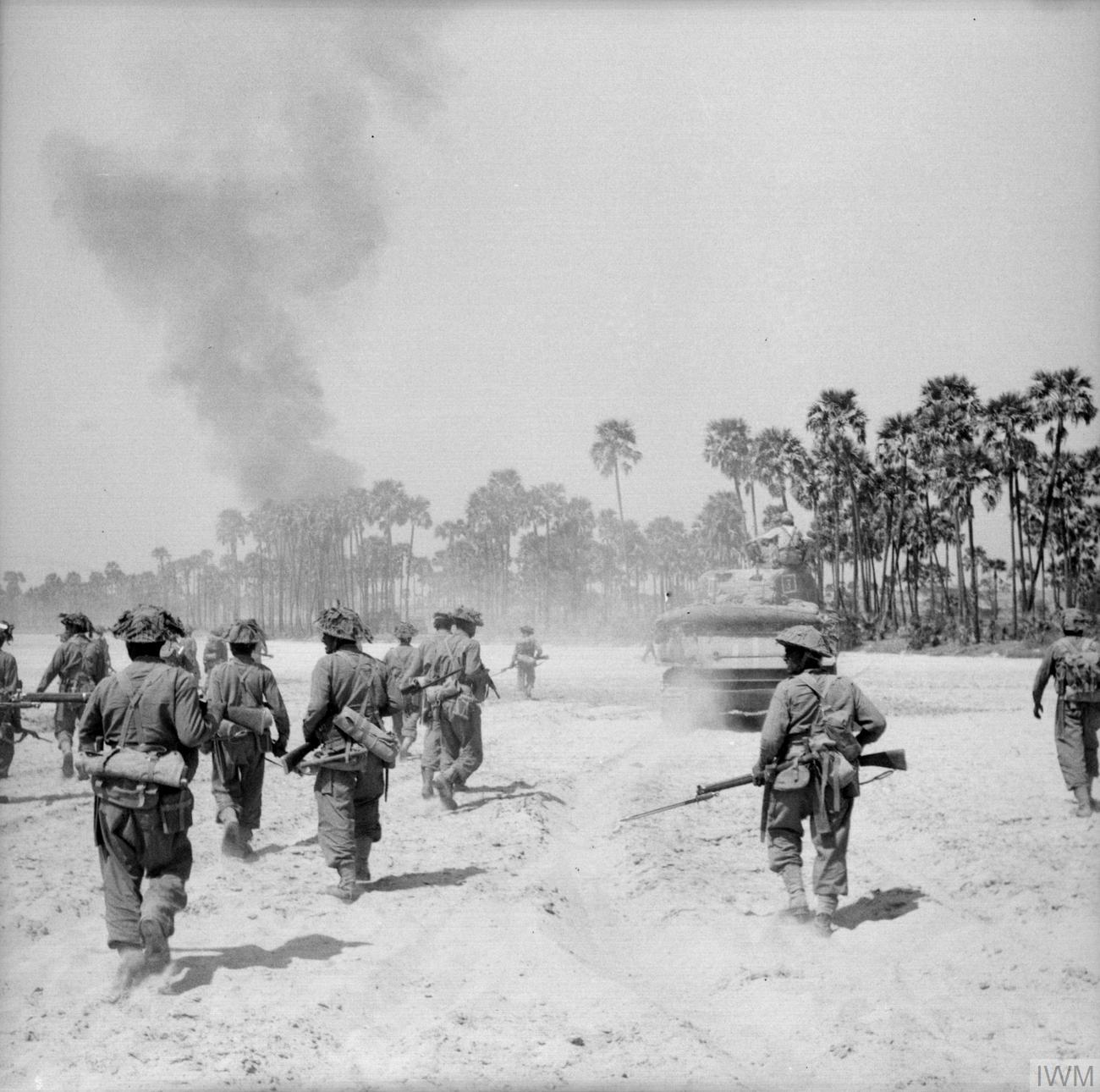
6°/7º Reggimento Rajput e carrarmati all'attacco nei pressi di Meiktila

La 17ª divisione Indiana, comandata dal maggiore generale David Tennant Cowan, partì il 20 febbraio da Nyaungu e raggiunse Taungtha, a metà strada verso Meiktila, il 24. La divisione era formata dalla 48ª e 63ª brigata di fanteria, entrambe motorizzate, e dalla 255ª brigata corazzata indiana.
Nello stesso giorno, a Meiktila, i giapponesi discutevano su un eventuale contrattacco a nord dell'Irrawaddy. L'attacco colse di sorpresa il comando giapponese, avvertito dalla segnalazione di un ufficiale presso il monte Popa che avvisava dell'avanzata di 2 000 veicoli verso la città. Pensando ad un errore, lo staff del Burma Area Army cancellò uno zero, ritenendo quindi che l'attacco fosse in realtà un raid. Gli ufficiali avevano anche ignorato il rapporto di una ricognizione aerea nel quale veniva evidenziata la colonna in movimento nella Gangaw Valley.
Il 26 febbraio divenne chiara la portata dell'attacco allo stato maggiore giapponese, che iniziò a preparare la difesa della città.Questa è situata tra dei laghi che la cingono a nord e a sud, riducendo il possibile fronte di un attacco. I difensori erano circa 4 000 ed appartenevano principalmente al 168º reggimento giapponese della 49ª divisione, alla contraerea e alle truppe addette alle linee di comunicazione. Mentre cercavano di trincerarsi, la 17ª Divisione indiana catturò una pista di atterraggio 32 km a nord-ovest, presso Thabukton. Qui venne portata la 99ª brigata Indiana aerotrasportabile e del carburante per la 99ª brigata corazzata.
Il 28 febbraio iniziò l'attacco portato avanti dalla 17ª Divisione, supportata dall'artiglieria e dagli attacchi aerei. La 63ª brigata Indiana procedeva a piedi verso sudovest per tagliare la strada ai rinforzi giapponesi, mentre la gran parte della brigata attaccava ad ovest. La 48ª attaccava da nord, procedendo sulla strada che collegava la città a Thabutkon, sebbene rallentata da una postazione nemica nei pressi della città.  La 255ª brigata corazzata, invece, insieme a due battaglioni di fanteria e una batteria di cannoni semoventi Sexton 25 lb, realizzò un altro posto di blocco a nord-est, catturarono i campi di volo a est ed attaccarono la città da sud-est, il tutto assistiti dall'artiglieria schierata a nord-ovest della città e dal supporto aereo.
Dopo il primo giorno, Cowan decise di ritirare i carri dalla città durante la notte, lasciando delle pattuglie a protezione della zona occupata. Sebbene si pensasse che la resistenza giapponese sarebbe durata settimane, in quattro giorni, dopo una strenua resistenza, la città cadde. Sebbene i giapponesi avessero l'artiglieria, non furono in grado di concentrarla su nessuna delle colonne degli attaccanti in modo tale da precluderne l'avanzata. La mancanza di armi anticarro non aiutò; il generale Slim successivamente riportò come due plotoni provenienti dal 1º e 7º fucilieri Gurkha, supportati da un solo carro armato M4 Sherman, catturarono in poco tempo svariati bunker nemici subendo pochissime perdite. Per sopperire alla mancanza di armi anticarro, i giapponesi si nascondevano nelle trincee con le bombe usate dagli aerei con l'ordine di farle detonare quando il carro armato passava sopra la trincea. I più vennero uccisi dai soldati della 255ª.

## L'assedio giapponese di Meiktila
Le truppe giapponesi, accorse a rinforzare le difese di Meiktila, si ritrovarono a dover riconquistare la città. La forza inviata era formata da: la 49ª Divisione, composta dal 106º Reggimento di fanteria, i sopravvissuti del 168º e il 49º Reggimento di artiglieria; la 18ª Divisione, di cui facevano parte i reggimenti di fanteria 55º e 56º e il 18º Reggimento di artiglieria terrestre, e alla quale erano state accorpate il Naganuma Artillery Group e due reggimenti di fanteria, 119° e 214°, provenienti dalla 33ª Divisione;  il 4º reggimento di fanteria, proveniente dalla 2ª Divisione di fanteria; la Mori Special Force, un battaglione specializzato negli attacchi a lunga distanza.
A causa delle battaglie precedenti, molti reggimenti giapponesi erano già indeboliti: si ipotizza che il numero di truppe in totale schierate fosse di 12 000 soldati, con 70 cannoni. Inoltre le divisioni non avevano contatti l'una con l'altra e non possedevano né informazioni adeguate sui nemici né mappe corrette. Invece la 17ª Divisione indiana contava 15 000 uomini, 100 carri armati e 70 cannoni, e ricevette rinforzi durante a battaglia.
Mentre i giapponesi si avvicinavano, la fanteria motorizzata indiana e i carri armati attaccarono le truppe nemiche, mentre tentavano di aprire una strada verso Nyaungu. Ci furono aspri combattimenti in diversi villaggi e altri punti strategici. Tuttavia il tentativo fallì e la 17ª Divisione indiana si ritirò in città.
I primi attacchi condotti dalla 18ª Divisione giapponese, provenienti da nord e da ovest fallirono, e i giapponesi riportarono ingenti perdite. Dal 12 marzo indirizzarono gli attacchi ai campi di volo attraverso i quali gli alleati ricevevano i rifornimenti. La 9ª Brigata di fanteria indiana venne trasportata sulle piste, per difenderle, il 15 marzo; gli atterraggi vennero fatti sotto il fuoco nemico, ma solamente un velivolo fu abbattuto, causando la morte di 22 persone. Tuttavia i giapponesi riuscirono ad avvicinarsi e, dal 18 marzo, Cowan fu costretto ad interrompere i voli (nonostante i feriti potessero essere evacuati da un'altra pista più piccola ed isolata), mentre le provviste furono paracadutate.

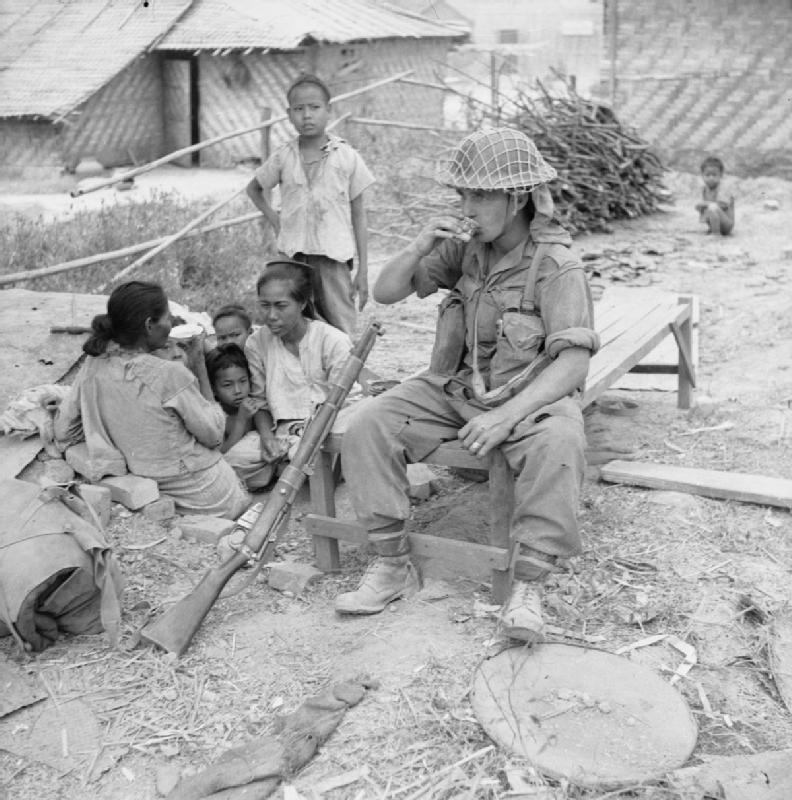
Una famiglia birmana beve il te insieme ad un soldato inglese a Meiktila, 10 marzo 1945

Nel frattempo, il 12 marzo, Kimura aveva ordinato al tenente generale Masaki Honda, che comandava la XXXIII Armata, di prendere il comando della battaglia di Meiktila. Il 18 marzo avvenne il passaggio di consegne, ma, a causa della mancanza di unità di segnalamento, non si poterono coordinare efficacemente gli attacchi. Inoltre avevano schierato in prima linea l'artiglieria: da un lato questo portò alla distruzione di alcuni carri armati nemici, dall'altra ciò comportò la distruzione di molti cannoni. Il 22 marzo, i giapponesi tentarono un attacco usando un carro armato inglese catturato, tuttavia questo fu distrutto e i soldati dovettero ritirarsi.
Il tenente Karamjeet Singh Judge del 4º Battaglione, 15º Reggimento Punjab, ricevette postuma la Victoria Cross per le sue azioni durante la battaglia del 18 marzo.

### Yenangyaung e Myingyan
Mentre Meiktila era assediata, la 7ª Divisione indiana fu ingaggiata in alcune battaglie dapprima volte a mantenere la testa di ponte, successivamente per la cattura del porto fluviale di Myingyan e per aiutare la Brigata East African, impegnata sulla riva occidentale dell'Irriwaddy. Mentre la 72ª Brigata Independent Mixed del maggiore generale Tsunoru Yamamoto cercava di ricatturare Nyaungu, al 2º Reggimento dell'Indian National Army comandato da Prem Sahgal, a cui era stato accorpato ciò che rimaneva del 4º Reggimento Guerilla fu ordinato di proteggere il fianco delle forze di Kimura e di bloccare le forze britanniche nei pressi di Nyaungu e Popa. In mancanza di armi anticarro, Sahgal applicò tecniche di guerriglia, coadiuvato dagli agenti del Kanjo Butai, riuscendo nei suoi intenti per qualche tempo.
La 7ª Divisione indiana si ritrovò a dover riaprire le linee di comunicazione con la 17ª Divisione indiana ormai assediata e quindi si ritirò da Myingyan. A metà marzo, grazie ai rinforzi della 5ª Divisione, riuscirono a sbaragliare le forze giapponesi e dell'INA intorno alle proprie posizioni e attorno a Popa, riaprendo la strada verso Meiktila.
Una volta ristabilito il contatto con la città, la 7ª riprese l'attacco a Myingyan, catturata il 22 marzo dopo quattro giorni di battaglia. Non appena fu conquistata, furono rimessi in funzione il porto della città e la ferrovia che la collegava a Meiktila e si riutilizzò il fiume Chindwin per gli approvvigionamenti.

## Caduta di Mandalay

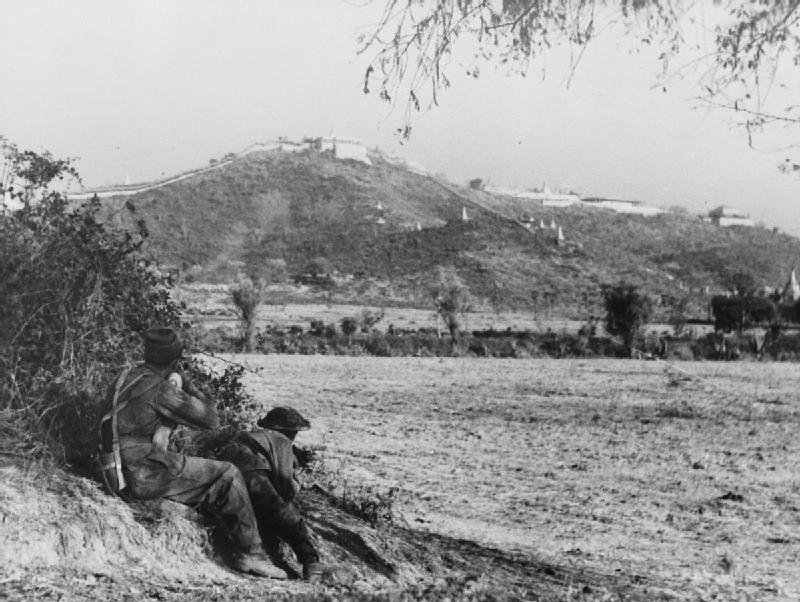
Truppe della 19ª divisione indiana, sullo sfondo Mandalay Hill

Alla fine di gennaio la 19ª Divisione indiana aveva liberato la riva occidentale dell'Irriwaddy e si era spostata nelle teste di ponte situate sulla riva orientale. Verso la metà di febbraio la 15ª Divisione giapponese era ormai allo stremo e dispiegata su un fronte molto ampio. Quindi il generale Rees lanciò un attacco volto ad aprirsi la strada verso sud. All'alba del 7 marzo l'avanguardia delle sue truppe era ormai in vista di Mandalay Hill.
Il tenente generale Seiei Yamamoto, che comandava la 15ª Divisione giapponese, non voleva difendere la città, ma ricevette ordini di difenderla fino alla morte, in quanto il tenente generale Kimura era preoccupato dall'idea che l'abbandono della città avrebbe causato un grave danno d'immagine. Inoltre a sud della città erano ancora conservate molte risorse che non si potevano spostare, ma che i giapponesi non potevano neanche permettersi di abbandonare.
Un battaglione dei Gurkha, comandato da un ufficiale di stanza nella città prima della guerra, assaltò Mandalay Hill nella notte dell'8 marzo. Molti soldati giapponesi resistettero nei tunnel e bunker sotto le pagode e vennero eliminati nei giorni successivi, ma la maggior parte degli edifici uscì intatta dagli scontri.
Mentre avanzava all'interno della città, la divisione di Rees fu bloccata delle mura di Fort Dufferin, l'antica cittadella della città rinominata così dagli inglesi, e dal suo fossato. Sebbene avessero tentato di creare una breccia nelle mura tramite lo skip bombing, le truppe alleate non riuscirono ad entrare, poiché era troppo stretta. Si decise perciò di attaccare il forte attraverso le fogne; tuttavia il giorno prestabilito, il 21 marzo, le forze entrarono nella cittadella e scoprirono che i giapponesi l'avevano già evacuata, passando anche loro dalle fogne. Il palazzo di teak di Thibaw Min bruciò durante l'assedio.
Per quanto riguarda il fronte su cui erano dispiegati i XXXIII Corps, la 20ª Divisione indiana lanciò un attacco diretto a sud. La 31ª Divisione giapponese, già indebolita nei precedenti scontri, non resistette e fu gettata nel caos. Un reggimento corazzato e uno di ricognizione appartenenti alla 20ª Divisione, raggruppati come Claudecol, superarono Meiktila e attaccarono le retrovie giapponesi che affrontavano le teste di ponte britanniche. La 2ª Divisione britannica si mosse verso Mandalay attaccando da ovest. Verso la fine di marzo, la XV Armata giapponese fu ridotta a poche truppe disorganizzate che si stavano ritirando verso lo Shan per riorganizzarsi.

## Fine della battaglia
Il 28 marzo, il tenente generale Shinichi Tanaka, capo dello staff di Kimura, si confrontò con Honda nel quartier generale: durante la battaglie erano riusciti a distruggere circa 50 carri nemici, metà di quelli presenti a Meiktila, a fronte di  2 500 feriti e 50 cannoni distrutti e solamente 20 rimasti. Per questo motivo Tanaka acconsentì a desistere dall'assedio della città per ritirarsi a sud dove si sarebbe organizzata una difesa migliore contro le successive azioni degli Alleati.
Tuttavia questo accorgimento non sarebbe bastato: le forze giapponesi in Birmania avevano ormai perso la maggior parte dell'equipaggiamento e la coesione; queste si sarebbero rivelate incapaci di fermare l'avanzata nemica verso Rangoon. Inoltre, con la sconfitta giapponese a Mandalay, i Birmani si ribellarono agli invasori: rivolte tra i ranghi delle forze di guerriglia e dell'Esercito Nazionale Birmano, armato dai giapponesi, contribuirono alla sconfitta definitiva dei giapponesi nell'area.